# Uscana giraulti
Uscana giraulti is een vliesvleugelig insect uit de familie Trichogrammatidae. De wetenschappelijke naam is voor het eerst geldig gepubliceerd in 1934 door Soyka.